# Stoner 63
Pour les articles homonymes, voir Stoner 63 (homonymie).
Le Stoner 63 est un système d'arme modulaire tirant des munitions de calibre 5,56 × 45 mm Otan. Utilisant une variété de composants modulaires, il peut être configuré comme un fusil d'assaut, une carabine militaire, un fusil-mitrailleur alimenté par le haut, une Squad automatic weapon alimentée par une bande de munitions, ou une arme montée sur un véhicule. Aussi connue sous les noms de M63, XM22, XM23, XM207 ou mitrailleuse Mk 23 Mod 0, elle a été conçue par Eugene M. Stoner au début des années 1960. Cadillac Gage a été le principal fabricant du Stoner 63 au cours de son histoire. Le Stoner 63 a été très peu utilisé au combat par les forces américaines pendant la guerre du Vietnam. Quelques-uns ont également été vendus aux forces de l'ordre.

## Histoire

### Développement

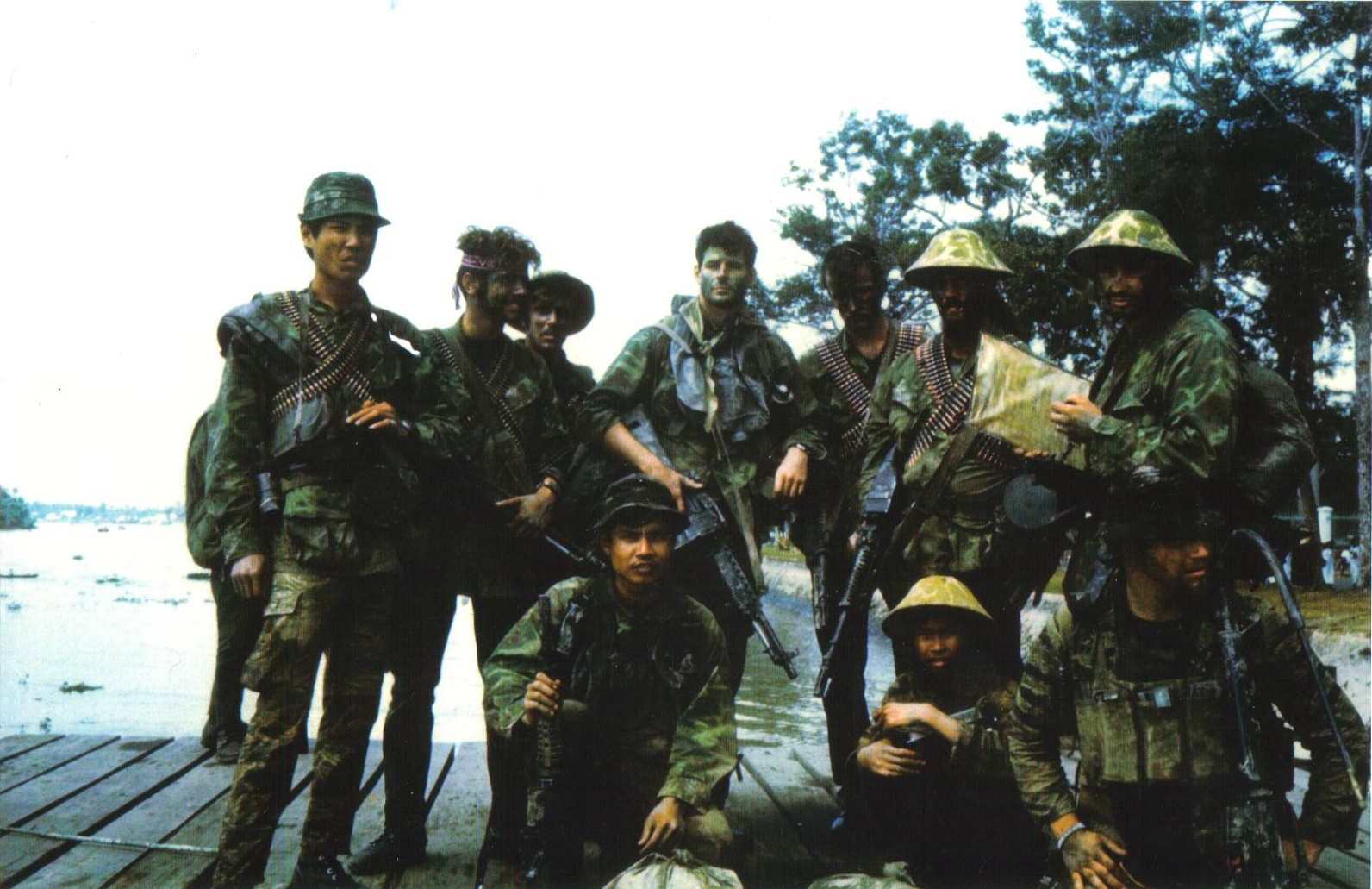
Des membres des United States Navy SEALs posent pour une photo quelque part au Vietnam, 1970. Le SEAL au centre du groupe transporte un Stoner 63A1 Mk 23 Mod 0 commando avec un canon court.

Peu après avoir quitté ArmaLite, Eugene M. Stoner, l'un des concepteurs d'armes légères militaires modernes les plus prolifiques des États-Unis, responsable de la conception du fusil d'assaut AR-15/M16, du fusil semi-automatique AR-10 et AR-7 fusil de survie, entre autres, a conçu un concept d'arme modulaire qui serait construit autour d'un récepteur commun receiver et de certains composants interchangeables et qui pourrait être transformé en fusil, carabine ou en diverses configurations mitrailleuse en adaptant simplement les pièces appropriées à l'assemblage de base.
Stoner a réussi à solliciter l'aide de Howard Carson, responsable de l'usine Cadillac Gage de la côte ouest de Costa Mesa, Californie. (où se trouvait également Armalite), en convainquant le président de la société, Russell Baker, de la faisabilité et du potentiel commercial de son nouveau système d'armes Russell oblige et Cadillac Gage (une filiale de l'Ex-Cell-O Corporation) établit une branche de développement d'armes légères à Costa Mesa. Stoner recrute alors ses deux principaux collaborateurs chez Armalite : Robert Fremont et James L. Sullivan (qui concevra plus tard l'Ultimax 100) mitrailleuse légère pour la Singapore Technologies Kinetics).
Le premier prototype fonctionnel a été chambré en calibre 7,62 × 51 mm OTAN et achevé en 1962. Il a été baptisé  Stoner M69W (pour la seule raison que lorsqu'il est retourné, il affiche la même lecture, symbolisant la vision de Stoner d'un récepteur entièrement inversible). Le modèle suivant, appelé le Stoner 62, également chambré en 7,62 × 51 mm, était destiné à la production de masse. Cependant, l'équipe de conception a décidé de se concentrer sur la cartouche haute vitesse de petit calibre 5,56 × 45 mm, car il semblait que la nouvelle cartouche était de plus en plus approuvée par les militaires. Eugene Stoner avait déjà travaillé avec cette cartouche lorsqu'il a conçu l'AR-15. Le système d'arme utilisant la plus petite cartouche était connu sous le nom de Stoner 63. Les premiers modèles ont été produits en février 1963. L'usine de Costa Mesa a produit 234 Stoner 63, dont la production a ensuite été transférée en septembre 1964 à l'usine Cadillac Gage de Warren (Michigan), Michigan. Avec le changement d'usines de fabrication, du plastique polycarbonate a été utilisé pour les crosses et les poignées au lieu du bois. L'arme est couverte par le Modèle:US Patent.

### Essais
Le 4 mars 1963, l'Agence des projets de recherche avancée du ministère de la Défense DARPA a fait le premier achat du Stoner 63, en commandant 25 unités dans différentes configurations. En août et septembre 1963, le Stoner 63 a été envoyé au Marine Corps Landing Force Development Center à Quantico pour évaluation, où il a fait bonne impression avec son poids léger et sa grande capacité de munitions; les Marines ont privilégié les configurations fusil et mitrailleuse légère. Les essais ont été effectués par le Army Materiel Command. (responsable du soutien logistique pour le corps des Marines) dans leurs propres installations d'essai.
De nombreux bugs ont affecté le résultat des essais de l'arme par l'armée : les exigences en matière de munitions proposées étaient irréalistes et l'arme devait fonctionner avec une gamme extrêmement large de pressions portuaires, laissant très peu de réserve de puissance avec certains types de munitions. Par exemple, la munition traceuse utilisée dans le Stoner 63 était d'une pression si basse qu'elle ne pouvait même pas fonctionner de manière fiable dans le M16.
Ces facteurs ont gravement affecté la fiabilité de l'arme. Après plusieurs mois de tests, le système Stoner 63 a finalement été jugé inacceptable pour une utilisation en service. L'armée a soumis des recommandations pour améliorer la conception - celles-ci comprenaient une bouteille de gaz en acier inoxydable, un sélecteur de tir à deux positions avec sécurité séparée, des couvercles anti-poussière pour les orifices d'éjection et des modifications au mécanisme d'alimentation par courroie. Ces améliorations ont donné naissance au Stoner 63A amélioré, dont la production a débuté en 1966,. Seuls quelque 2 000 exemplaires de la version initiale ont été fabriqués avant le passage au modèle 63A.
De 1969 à 1971, Cadillac Gage Co a lancé un programme de modernisation de la mitrailleuse légère Stoner 63 en raison de l'intérêt de Marine Corp. Ils ont eu une dernière chance d'apporter des améliorations à la conception et de faire un essai final par le Commandement du matériel de l'armée. Plusieurs modifications ont été apportées à l'arme, qui sera bientôt désignée sous le nom de mitrailleuse légère XM207. Les ratés, les taux cycliques élevés, les blocages, la séparation des maillons, étaient parmi les problèmes à résoudre.
Le 63A utilisait une pile de rondelles élastiques Belleville pour absorber une partie des chocs et des rebonds lorsque le percuteur frappait l'amorce. En changeant la configuration des rondelles, on obtenait un taux de ressort plus élevé, et c'était la solution pour la plupart des ratés d'allumage.
L'arme, lorsqu'elle était froide, tirait à environ 650 coups par minute (rpm). Lorsqu'il faisait très chaud, après que plusieurs centaines de coups aient été tirés, le taux cyclique grimpait jusqu'à 1100 tours par minute. Les fonctions mécaniques de l'arme ne fonctionnaient tout simplement pas correctement à ces vitesses élevées. Plusieurs problèmes se produisaient à haut régime, notamment la séparation des maillons. Un "régulateur de vitesse" similaire à celui utilisé dans la mitrailleuse M60 a été installé dans la crosse. Il s'agissait essentiellement d'un amortisseur (conçu par Cadillac Gage Co) qui éliminait le rebondissement de la plaque arrière. Cela permettait au ressort d'entraînement principal de contrôler la vitesse d'avancement du porteur. Avec le "régulateur de vitesse" installé, la vitesse cyclique de l'arme était limitée à environ 800 tours par minute. Cela a permis de résoudre les dysfonctionnements mécaniques qui se produisaient au-dessus de 1 000 tr/min. En combinaison avec le « régulateur de vitesse », des modifications ont été apportées au système d'alimentation par courroie pour une meilleure fiabilité.
Un autre problème rencontré par l'arme était que la pression du gaz était marginale lors du tir des balles traçantes. L'ajout d'une bague d'étanchéité en acier expansible dans la chambre à gaz a permis de réduire au minimum les fuites de gaz externes tout en maintenant la pression à un niveau élevé. C'était plus que suffisant pour résoudre les problèmes de tir au traceur. Le problème suivant était que la crosse en poly-carbonate ne pouvait pas résister aux forces générées lors du tir d'une grenade antichar. Des forces de l'ordre de 5 000 livres ont été mesurées. Compte tenu de la limitation du poids de l'arme, l'utilisation d'une crosse métallique n'était pas envisageable. Plusieurs modèles à cannelures ont été évalués, mais aucun n'a abouti. La solution consistait à remplir sous pression la crosse avec une mousse d'uréthane légère qui présentait une rigidité structurelle et une résistance élevée aux chocs. Cela a permis de résoudre le problème, sans dépasser la limite de poids. La crosse est devenue pratiquement indestructible.
Plusieurs armes dotées de ces améliorations ont été produites par Cadillac Gage pour être testées par le Commandement du matériel de l'armée. Ils ont dit que c'était la dernière chance pour l'actuel XM207. L'arme avec les nouvelles modifications de conception a passé tous les tests. À la suite de cette série de tests réussis, le président Nixon a annoncé que les États-Unis se retiraient du Vietnam. Cette tournure des événements a mis un frein aux investissements et aux déploiements ultérieurs du XM207 amélioré.

### Déploiement

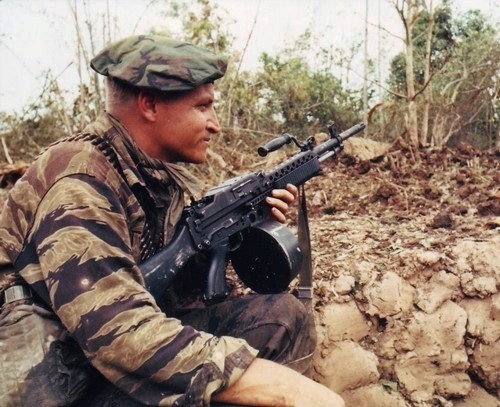
Un membre des Navy SEAL au Vietnam tient son fusil-mitrailleur Stoner 63 prêt pendant que le reste de son équipe prépare des charges de démolition sur un bunker vietnamien. L'arme est équipée d'un conteneur à bande de 150 cartouches et est alimentée par le côté gauche. La poignée de rétraction est verrouillée vers l'avant et l'orifice d'éjection est fermé par un couvercle anti-poussière pour minimiser l'entrée de saletés.

Même très tôt dans sa phase de développement, un petit nombre d'armes a été rapidement mis en service avec les SEAL de la marine américaine déployés en Asie du Sud-Est. En 1967, le système Stoner 63A a été testé sur le terrain par la compagnie L (compagnie de Lima), 3e bataillon, 1er régiment de Marines, 1re division des Marines. Les fusiliers ont reçu l'arme en configuration fusil dans les variantes 63 et 63A, désignées respectivement (XM22) et (XM22E1), tandis que les officiers et certains autres membres du personnel ont reçu la carabine (XM23). La configuration "Fusil automatique" a été déployée de manière limitée dans le rôle automatique de l'escouade, tandis que la section d'armes de Lima a reçu les configurations LMG et MMG.
En 1967, la société néerlandaise NWM (Nederlandsche Wapen-en Munitiefabriek) De Kruithoorn N.V. de Bois-le-Duc a acquis les droits de licence pour fabriquer et vendre l'arme dans le monde entier, à l'exception des États-Unis, du Canada et du Mexique. NWM a assemblé plusieurs prototypes mais la société n'a pas réussi à obtenir de clients à l'exportation et l'arme a été retirée.
En 1970, l'armée américaine a désigné la configuration de mitrailleuse légère XM207 et l'a diffusée pour sélectionner des unités des forces spéciales de l'armée américaine pour évaluation. Cependant, en raison de sa complexité et de ses exigences élevées en matière de maintenance (surtout par rapport au nouveau M16), la conception a été rejetée et le projet a été abandonné en 1971. Cette même année, Cadillac Gage a cessé toute production du Stoner 63. Environ 4 000 unités 63 et 63A ont été construites au total. Les Navy SEALs continuèrent à utiliser le Stoner 63 et avaient officiellement adopté la version Commando comme mitrailleuse Mark 23 Mod 0. À la fin des années 1980, le Stoner 63 fut complètement abandonné au profit de la nouvelle M249 SAW, et la plupart des canons restants furent détruits.

## Détails de la conception

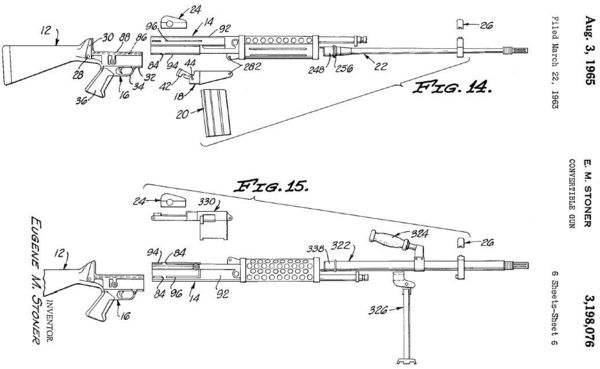
Dessin du système d'arme modulaire Stoner 63

### Mécanisme de fonctionnement
Les armes de la série Stoner 63 sont à piston, refroidies par air, alimentées par bande de munitions ou magasin (arme) et en configuration fusil et carabine, elles tirent depuis une culasse fermée pour assurer une précision maximale, ou en mode mitrailleuse, elles tirent depuis la culasse ouverte pour éviter les ratés et améliorer le refroidissement. L'arme possède un mécanisme de verrouillage verrou rotatif avec 7 ergots de verrouillage radialement symétriques qui s'engagent dans une série d'évidements dans l'extension canon, et est actionnée par un piston conventionnel à longue course. La disposition radiale des ergots de verrouillage répartit la charge de tir uniformément autour de la tête de la culasse et de la douille du canon, ce qui réduit les contraintes et augmente la longévité de ces composants critiques. Le porte-boulon est fixé à l'extension du piston et est équipé d'un chemin de came incurvé qui guide l'axe de came du boulon (retenu par le percuteur) et fait tourner le boulon de 22,5° pendant le mouvement du piston pour verrouiller ou déverrouiller le boulon par l'arrière des butées dans la douille du canon. Un dispositif anti-rebond est incorporé dans le groupe porte-piston du verrou, consistant en une Tige [carbure] qui se déplace à l'intérieur de l'extension du piston et se déplace d'avant en arrière pendant les cycles de recul et de contre-recul, réduisant le rebondissement de la culasse et empêchant la possibilité de tirer hors batterie pendant le tir à culasse fermée (dans les modèles Fusil/Carabine).
Lors du tir, les gaz propulseurs de la cartouche allumée qui suit le projectile dans l'alésage sont évacués par un orifice de gaz dans un cylindre de gaz où ils entraînent le piston et le porte-boulon vers l'arrière. Il y a une course libre ininterrompue calculée afin de permettre à l'accumulation de gaz dans l'alésage de descendre à un niveau sûr avant que la fente de came du support ne fasse tourner le boulon dans le sens inverse des aiguilles d'une montre pour le déverrouiller. Les pattes de verrouillage sans pas, donc aucune extraction primaire ne se produit pendant la séquence de déverrouillage. Une griffe à ressort extracteur profondément enfoncée dans la tête du verrou extrait la douille de la chambre et un éjecteur à ressort fixé au boîtier du mécanisme d'alimentation avant queue de détente éjecte la douille. Le porte-boulon se poursuit vers l'arrière et comprime le ressort de recul captif sur sa tige de guidage.
Le Stoner 63 possède un système de tampon unique contenu dans le porte-boulon. Devant le capuchon du support se trouvent une cale acier et un ensemble de 27 rondelles ressort Belleville en forme de soucoupe, orientées par groupes opposés de trois, qui absorbent l'énergie de la course du piston en se déformant en une plaque plate lorsque le support de boulon frappe le capuchon d'extrémité du récepteur. Lorsque les plaques reprennent leur forme initiale, elles libèrent une impulsion de énergie de déformation qui propulse les pièces en mouvement alternatif vers l'avant en contre-recul avec une vitesse à peine inférieure à celle du recul initial. Les plaques fonctionneront sans défaillance pendant 40 000 à 50 000 cycles (selon le type de munitions utilisées et les taux cycliques employés). Cette caractéristique a été conçue pour prolonger la durée de vie de l'arme.

### Alimentation
Dans la configuration alimentée par bande, le mouvement de la bande est produit par un rouleau qui roule dans le bras d'alimentation canalisé et est actionné par le mouvement de va-et-vient du boulon. Le bras d'alimentation à ressort est protégé par un couvercle supérieur à charnière et est pivoté à son extrémité arrière. Lorsque le boulon se déplace vers l'arrière, l'extrémité avant du bras d'alimentation se déplace sur le plateau d'alimentation et actionne un levier fixé à un seul jeu de cliquets à ressort. Ces cliquets déplacent une cartouche et un maillon au-dessus du cliquet d'arrêt du plateau d'alimentation, d'où ils sont positionnés sur le chemin d'alimentation fendu et maintenus fermement en place par une plaque d'acier à ressort dans le couvercle supérieur. La cartouche est ensuite poussée hors de son maillon et le maillon vide est jeté par l'orifice d'éjection du maillon qui est maintenu fermé par un couvercle antipoussière à ressort.
Le Stoner 63/63A est chambré pour la cartouche de fusil intermédiaire désormais standard de 5,56×45 mm. Lorsqu'elle est alimentée par une courroie, l'arme est alimentée par une courroie métallique à maillons qui se désagrège, marquée "S-63 BRW", qui est une version réduite de la courroie américaine M13 link développée pour la mitrailleuse M60. Mitrailleuse polyvalente. Le Stoner 63/63A ne fonctionnera pas de manière fiable avec la dernière liaison M27 développée pour le SAW M249. La courroie est normalement contenue dans un conteneur en plastique nervuré de 150 tours qui possède une languette permettant de l'accrocher sur le côté du plateau d'alimentation gauche. Les premières boîtes de munitions étaient de couleur terne et fabriquées à Costa Mesa, puis elles ont été remplacées par un conteneur en plastique noir fabriqué à Warren, dans le Michigan. Les boîtes de Stoner 63A étaient également noires mais avaient une capacité réduite de 100 cartouches car le plus grand conteneur déséquilibrait le fusil. Elles peuvent être soit fixées au plateau d'alimentation gauche, soit maintenues dans un support de boîte inférieur lorsque l'on utilise le mécanisme d'alimentation droit. Plusieurs supports de courroie de type tambour ont été conçus pour le système d'alimentation à gauche, le conteneur à tambour de 150 balles étant le plus populaire et le plus utilisé par les SEALS au Vietnam. Un porte-fût de 250 tours a également été mis au point par NAWS China Lake, mais il s'est avéré trop lourd et encombrant. Les SEALS ont également eu recours à la conversion de RPD porte-bandes pour les utiliser avec leurs Stoners. Les chargeurs détachables utilisés dans les modèles de fusils, carabines et fusils automatiques sont fabriqués en acier. Afin de réduire le poids, des chargeurs en aluminium ont ensuite été développés, réduisant le poids. Les chargeurs standard ont une capacité de 30 cartouches, mais un chargeur de 20 cartouches a également été proposé.

### Canon
L'interchangeabilité des canons est l'une des principales caractéristiques qui confèrent au fusil Stoner 63 son exceptionnelle polyvalence. Il existe 5 options de canon disponibles pour le système : le fusil, la carabine, le fusil automatique (AR) et deux types de canons de mitrailleuse, un canon lourd standard et un tube Commando court. Les canons standard des mitrailleuses et des AR sont d'une longueur de 20 po ( Unité « 1 » inconnue du modèle {{Conversion}}.) (sans compter le cache-flamme). Le canon Commando a une longueur de 15,7 po ( Unité « 1 » inconnue du modèle {{Conversion}}.) et est fluted pour réduire le poids et améliorer les caractéristiques de refroidissement du canon. Cette version a parfois été utilisée par les Navy SEALS mais n'a jamais été totalement fiable car le port de gaz est proche de la bouche et dès que la balle quitte le canon, la pression du gaz chute drastiquement, laissant le système d'exploitation avec peu ou pas de réserve de puissance. Le port de gaz a été percé plus profondément pour tenter de remédier à ce problème, mais cela n'a eu pour effet que d'accélérer le déplacement initial du piston. Le problème n'a jamais vraiment été résolu. Les canons des fusils, carabines et AR n'ont pas de vannes à gaz car ils sont exclusivement utilisés dans des configurations alimentées par des magasins et ne nécessitent pas les niveaux de surplus d'énergie des mécanismes alimentés par courroie. Le canon standard des mitrailleuses est équipé d'un régulateur de gaz réglable manuellement qui peut être actionné en insérant le nez d'une cartouche dans un trou situé au-dessus du cran de verrouillage du régulateur, en appuyant sur le cran et en tournant dans la position souhaitée. Le régulateur de gaz a trois réglages : une vitesse cyclique « lente » d'environ 700 coups/min, produite lorsque l'encoche indicatrice la plus étroite est placée sur le cran de verrouillage ; une position intermédiaire avec une vitesse intermédiaire de 830 coups/min et une troisième position « encrassée » qui délivre la plus grande quantité de gaz propulseur au système, ce qui donne une vitesse de tir de 865 coups/min (l'utilisation de ce réglage doit être limitée car il induit une usure excessive du mécanisme de fonctionnement).
Tous les canons du Stoner 63/63A sont nitrocarburation ferritique et ont une capacité de détachement rapide. Ils peuvent être retirés en quelques secondes en conditions de terrain en poussant simplement un loquet situé sur le dessus de l'arme devant le couvercle d'alimentation et en tirant le canon vers l'avant (avec le verrou rétracté). La partie chambre du canon repose sur un support de canon en forme de U fixé à la bouteille de gaz. Le canon est fermement verrouillé en position au moyen d'un loquet à ressort (avec deux ressorts hélicoïdaux emboîtés) qui entraîne une goupille d'acier dans un trou de la douille du canon. Tous les canons ont un bloc à gaz sur lequel sont montés un ergot de baïonnette et un viseur. Les canons sont équipés d'un suppresseur de flash de type cage à oiseaux avec six orifices ovales. Les canons des mitrailleuses AR et standard sont également équipés d'une poignée de transport qui peut être encliquetée dans l'une des trois positions ou retirée complètement. Les poignées en bois peintes en noir sont fixées à une tige d'acier par une goupille de roulement. À quelques exceptions près, tous les canons utilisés dans le Stoner 63/63A ont une rayure droite à six gorges avec un taux de torsion de 1:12 pouce (305 mm), conçue pour stabiliser la légèreté du 55-grain Le projectile M193, qui était standard à l'époque. À la demande de l'armée, Cadillac Gage s'est présenté pour tester des fusils, des carabines et des mitrailleuses légères, avec des canons à torsion de 1:9 pouces (230 mm), respectivement désignés XM22E2, XM23E2 et XM207E2. La tournure différente était de tester les balles XM287 et XM288 à grain 68. Après que NWM eut obtenu une licence pour produire le Stoner 63A, certains canons furent fabriqués avec un pas de rayure de 1:8 pouce (200 mm) pour être utilisés avec des balles expérimentales plus lourdes. Aucun de ces canons n'a jamais été produit en nombre important.

### Contrôle de tir
Le Stoner 63/63A LMG est une arme automatique qui tire à partir du verrou ouvert et le mécanisme de détente ne permet qu'un tir entièrement automatique bien que la taille de la rafale puisse être contrôlée par le tireur. L'ensemble de la gâchette est équipé de quatre goupilles de détente qui lui confèrent sa modularité. La goupille avant contient un verrou/déverrouillage du chargeur à clapet (utilisé dans les variantes carabine et LMG à alimentation gauche avec un conteneur à courroie de 150 tours), un couvercle anti-poussière complet (utilisé avec le fusil automatique à alimentation par le haut ou une boîte de munitions montée verticalement sur tout système à courroie) ou un couvercle anti-poussière de taille moyenne (utilisé avec le support de boîte inférieur à alimentation par la droite). Les deux goupilles suivantes retiennent la minuterie et le marteau, qui sont tous deux absents dans les configurations à verrou ouvert. La dernière goupille agit comme axe de la gâchette ; la gâchette à ressort pivote sur l'axe du levier de sélection. Le sélecteur est déconnecté lors du tir depuis le verrou ouvert et une sécurité manuelle coulissante installée près du pontet désactive la gâchette lorsqu'elle est poussée vers l'arrière. La partie arrière du boîtier de la gâchette sert d'embout de réception et est utilisée pour fixer l'épaulement crosse (arme à feu). La partie noire polycarbonate La poignée du pistolet est également fixée au boîtier de la gâchette. La poignée à damier est évasée dans sa partie inférieure pour empêcher la main du tireur de glisser et comporte un compartiment de rangement interne fermé par un couvercle à charnière avec une trappe à ressort.

### Caractéristiques
Le crochet en acier non réciproque Poignée d'armement est généralement monté sur le côté droit du récepteur. Elle comporte 24 trous d'allègement et engage une saillie sur le piston pour tirer le groupe piston et boulon vers la position arrière (armée). La poignée doit ensuite être repoussée vers l'avant pour permettre à un loquet à ressort plat riveté à l'extrémité avant de capturer une plaque fendue soudée à l'avant du récepteur. Avec le mécanisme d'alimentation à droite avec le support de boîte installé sous le bras, la poignée est difficile à actionner, c'est pourquoi un avant-bras fendu spécial avec une poignée d'armement inférieure a été développé.
Le noyau du système Stoner 63 est le récepteur qui est une presse rectangulaire tôle. La bouteille de gaz, les structures de soutien, les supports, les pattes et autres dispositifs sont soudés en place. La partie avant porte le piston et le canon et est perforée pour réduire le poids et améliorer la circulation de l'air autour du canon et du cylindre à gaz. Le segment arrière porte l'extension du piston et le groupe de boulons. L'orifice d'éjection se trouve du côté droit lorsque le récepteur est inversé et que l'arme est configurée comme un fusil ou une carabine, et du côté gauche lorsqu'il s'agit des différents rôles de la mitrailleuse. Les différents composants sont finis au phosphate puis recouverts d'une finition noire cuite au four émail appelée Endurion. Les premiers exemplaires du Stoner 63 ont été livrés avec tous les meubles en bois, mais ceux-ci ont rapidement été remplacés par des pièces en polycarbonate noir, à l'exception de la garde-mains, qui est restée en bois, mais a été peinte en noir.
Le Stoner 63 bipied est un type non verrouillable qui se fixe au tube de gaz ; il ne pivote pas et dispose d'un dispositif limité de réglage de la hauteur. Le Stoner 63A bipod est largement perforé de trous d'allègement et peut être verrouillé en position de rangement ou de déploiement. Il ne pivote pas non plus, mais il est compatible avec le Stoner 63 antérieur, tandis que le bipied Stoner 63 ne fonctionnera pas avec les canons de modèle 63A ultérieurs, car le tube de gaz est d'un diamètre plus important.

### Viseur
La disposition de la visée sur le Stoner 63/63A diffère selon les différentes configurations. Sur les LMG (light machine gun | Mitrailleuse légère) alimentés par bande, les viseurs arrière sont montés sur le couvercle supérieur. Ils consistent en une échelle d'élévation d'ouverture de feuille pliante graduée par incréments de 100 m de 200 à 1 000 m. Le viseur arrière peut également être corrigé en fonction du vent par incréments de ¼-mil. Lorsque le viseur primaire est replié, une ouverture de visée de combat d'un diamètre de 0,09 po ( Unité « 2 » inconnue du modèle {{Conversion}}.) est exposée. Les versions Fusil et Carabine ont des ouvertures simples de type basculant avec des réglages pour 0-300 et 300-500 m contenues entre de grandes oreilles de protection perforées. Les viseurs sont réglables à la fois en vent et en élévation par incréments de 1 minute d'arc. Toutes les variantes partagent le même ensemble de viseur frontal, un poteau fileté rond semi-blindé réglable en hauteur et en inclinaison (similaire au viseur frontal M16).

### Accessoires
Le Stoner 63/63A est fourni avec plusieurs accessoires, notamment : un dispositif de tir à blanc (BFA), un pontet d'hiver, un sac de rechange doublé d'amiante, un kit de nettoyage, un lance-grenades 40 mm lance-grenades, plusieurs types de sling et un large éventail de pochettes de ceinture et de chargeur.
Le Stoner 63/63A utilisait trois types de baïonnettes différents : la  baïonnette américaine M7, le KCB 70, développé spécifiquement pour ce fusil par la société ouest-allemande Eickhorn-Solingen en collaboration avec NWM et une baïonnette rare fabriquée par le conglomérat industriel suisse SIG. Le KCB 70 est équipé d'une longue lame Bowie 7 pouce (177,8 mm) avec une pointe à cliquet et un coupe-fil intégré, il a été inspiré par les baïonnettes soviétiques pour l' AKM. Outil polyvalent très réussi, il a évolué pour devenir le KCB 77, une conception modulaire adaptée à de nombreux fusils d'assaut différents.

## Variantes
Le Stoner 63 a été produit en plusieurs configurations, avec 15 assemblages séparés, qui avaient peu de pièces communes. Ces variantes comprenaient une carabine, un fusil d'assaut, et diverses mitrailleuses légères alimentant Munitions à courroie (arme à feu) de gauche ou de droite. Le système de gaz était monté dans différentes positions selon la configuration de l'arme. En raison de la nature multi-rôle de la conception, les versions carabine et fusil étaient plus lourdes que les armes comparables du même type.
- Stoner 63/63A Rifle : Un fusil d'assaut standard alimenté par le bas par un chargeur à 30 cartouches. Les caisses usagées sont éjectées vers la droite. La poignée d'armement et le système de gaz sont montés au-dessus du canon. Contrairement aux configurations alimentées par courroie, le fusil tire à partir de culasse fermée. La configuration du fusil a été testée sur le terrain par l'USMC pendant une courte période d'avril à juin 1964 par une compagnie de recrutement au MCRD de Parris Island, SC et ailleurs en 1967. Elle a finalement été équipée d'un bipied léger qui s'est replié sous le garde-main.
- Carabine Stoner 63/63A : La carabine est similaire à la configuration du fusil, mais avec un canon plus court et une crosse d'épaule repliable. La configuration de la carabine a été testée sur le terrain par l'USMC pendant une courte période en 1967.
- Fusil automatique Stoner 63/63A : Le fusil automatique est un fusil à verrou ouvert alimenté par un magasin de 30 cartouches monté en haut. Les visées avant et arrière sont décalées vers la gauche pour compenser la position du chargeur. Le AR n'a pas de mode semi-automatique. La configuration du fusil automatique a été testée sur le terrain par l'USMC pendant une courte période en 1967.
- Stoner 63/63A Light Machine Gun : La configuration LMG tire à partir d'un verrou ouvert et est alimentée du côté droit par des munitions liées contenues dans un magasin à tambour de 75, 100, 150 tours. Le récepteur est identique aux variantes du fusil, mais il est inversé, de sorte que les douilles et les maillons usés sont éjectés vers la gauche. Le LMG possède un canon à changement rapide et la bouteille de gaz est placée sous le canon puisque le récepteur est inversé. La configuration du LMG a été adoptée pour un usage militaire par les unités du Navy SEAL opérant en Asie du Sud-Est.
- Stoner 63/63A Medium Machine Gun : Identique à la configuration du LMG. La différence est que le LMG est livré avec un adaptateur séparé qui peut être utilisé pour attacher l'arme à un trépied M2 ou trépied M122.
- Stoner 63/63A Fixed Machine Gun : identique en interne à la configuration du LMG. À l'extérieur, les viseurs avant, arrière, la poignée avant et la crosse du pistolet sont tous enlevés. La détente est actionnée à distance par un 24V solénoïde. Le FMG a été conçu pour être utilisé avec le Cadillac Gage Commando. APC, mais n'a jamais été officiellement adopté.
- Stoner 63/63A Commando : Le Commando est un dérivé de la configuration du LMG. Il est alimenté depuis la droite par un magasin à tambour de 100 tours fixé sous le récepteur. La poignée d'armement est montée sous la poignée avant pour faciliter l'accès. Pour gagner du poids, le Commando évite le canon à changement rapide que l'on trouve sur les autres configurations alimentées par courroie. Cette variante a été utilisée par certaines unités United States Navy SEAL au Vietnam.
- Stoner 63 Survival Rifle : Le Survival Rifle a été conçu en 1964 pour concurrencer le Colt Model 608 comme arme d'autodéfense. Il est mécaniquement similaire à la configuration du Rifle, mais a subi plusieurs modifications externes pour s'adapter aux contraintes de taille de l'armée de l'air américaine. Ces modifications comprennent une poignée de pistolet réduite, une garde de main absente, un canon et une boîte de culasse raccourcis, et une poignée d'armement montée sur le dessus. Le Survival Rifle n'intègre pas les améliorations du 63A. Un seul prototype a été produit - il survit encore aujourd'hui[15].

Le plus récent descendant de cette lignée est le Stoner LMG produit par Knight's Armament Company, qui présente des changements importants par rapport au Stoner 63 plus ancien.
Robinson Armament Co. a également produit l'arme à feu semi-automatique Robinson Armament M96 Expeditionary qui, bien que techniquement différent, est basé sur la conception du Stoner 63, et possède donc certaines de ses caractéristiques et configurations,.

### Variantes néerlandaises
Bien qu'aucun n'ait été fabriqué aux Pays-Bas, environ 315 ont été modifiés et améliorés par le NWM De Kruithoorn N.V. dans diverses configurations en vue d'une utilisation éventuelle dans les forces armées néerlandaises sous le nom de  Stoner 63A1 composé de 6 variantes L'une des principales modifications était une crosse à repliement latéral et à repliement inférieur de type MP40 (plus tard AK47), une carabine, un fusil d'assaut, un fusil d'assaut à canon lourd, une mitrailleuse à alimentation par courroie, une mitrailleuse de commando et une mitrailleuse fixe. Le Stoner 63A1 a été testé par l'armée américaine et l'USMC comme fusil d'assaut XM22, carabine XM23 et mitrailleuse XM207. Diverses améliorations ont été apportées : la crosse pliante latérale de modèle hollandais, le bipied à dégagement rapide qui se replie sous le protège-mains, une plaque de fond de chargeur amovible améliorée, un support de lunette de visée à dégagement rapide.

## Galerie

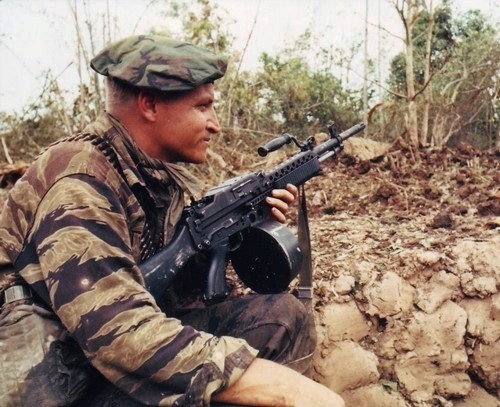
Un membre des Navy SEAL au Vietnam tient sa mitrailleuse légère Stoner 63 prête pendant que le reste de son équipe prépare des charges de démolition sur un bunker vietnamien. L'arme est équipée d'un conteneur à bande de 150 cartouches et est alimentée par le côté gauche. La poignée de rétraction est verrouillée vers l'avant et l'orifice d'éjection est fermé par un couvercle anti-poussière pour minimiser l'entrée de saletés.
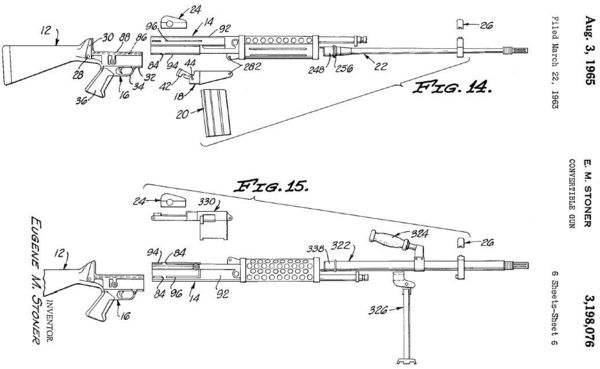
Dessin du système d'arme modulaire Stoner 63
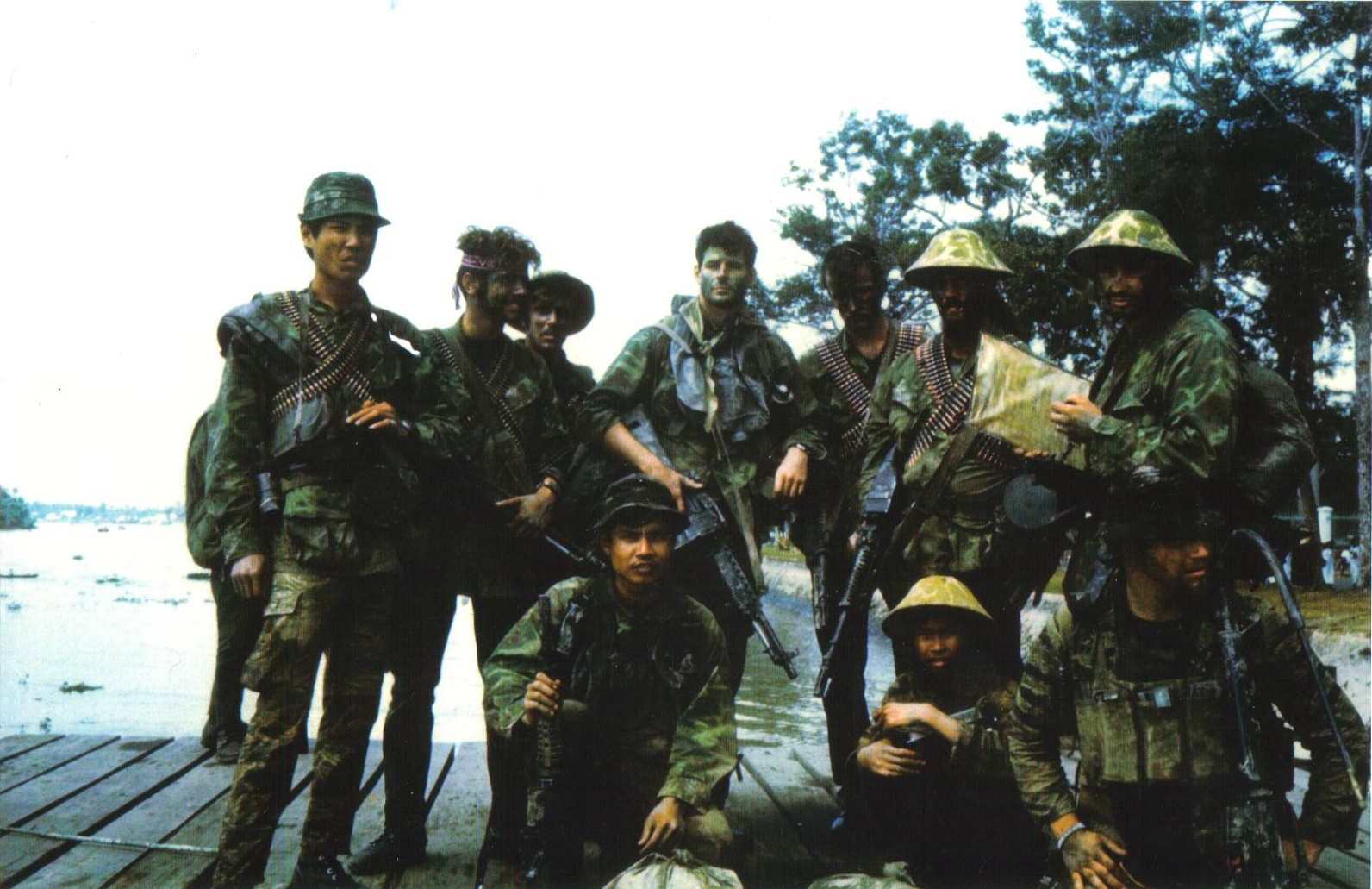
Des membres des United States Navy SEALs pose pour une photo quelque part au Vietnam, 1970. Le SEAL au centre du groupe transporte un Stoner 63A1 Mk 23 Mod 0 commando avec un canon court 15,7 po ( Unité « 1 » inconnue du modèle {{Conversion}}.) barrel.

## Dans la culture populaire

### Jeux vidéo
Le Stoner 63 apparaît dans de nombreux jeux vidéo.
- Le Stoner 63 apparaît plusieurs fois dans la licence Call of Duty :
  - Call of Duty: Black Ops
  - Call of Duty: Black Ops Cold War
- Killing Floor 2
- Battlefield: Bad Company 2 Vietnam
- Le Stoner 63 apparaît plusieurs fois dans la licence Metal Gear (série de jeux vidéo) :
  - Metal Gear Solid 3: Snake Eater
  - Metal Gear Solid: Peace Walker

### Fiction audiovisuelle
- Code Quantum